# Urheimat
Urheimat (z niem. ur- „pra-”, Heimat „ojczyzna”), praojczyzna – pierwotna siedziba ludów posługujących się językami danej rodziny językowej lub prajęzykiem.
W wielu przypadkach umiejscowienie praojczyzny wywołuje spory pomiędzy językoznawcami i ma charakter hipotetyczny – często nie zachowały się bowiem do współczesnych czasów żadne zapisy prajęzyka, jak w przypadku języka praindoeuropejskiego. Jeżeli język znany jest z czasów starożytnych (np. łacina), jej lokalizacja nie jest kwestionowana – w tym przypadku urheimatem języków romańskich są tereny imperium rzymskiego.
Podejmowane są próby odtworzenia na podstawie istniejącego materiału językowego, a także na podstawie zrekonstruowanego praleksykonu, kierunków migracji ludów posługujących się na przestrzeni dziejów językami danej rodziny językowej. Z uwagi na fakt, że badania etymologiczne obarczone są sporym błędem, dociekania takie często nie dają zadowalających rezultatów. Próbowano na przykład odtworzyć środowisko naturalne ludów indoeuropejskich na podstawie wspólnego słownictwa na określenie gatunków roślin i zwierząt, a następnie znaleźć obszar, na którym występowałyby tylko gatunki posiadające nazwy w języku praindoeuropejskim. Z uwagi na wspomniane wcześniej zmiany językowe, prowadzące do niemożliwości pełnego i bezbłędnego zrekonstruowania praleksykonu, badania te nie pozwoliły ostatecznie rozwiać wątpliwości na temat lokalizacji praojczyzny Indoeuropejczyków.
Istnieją też hipotezy, wedle których za praojczyznę ludów posługujących się językami danej rodziny uważa się obszar największego zróżnicowania tych języków. Ma to związek z faktem, że na takim obszarze języków tych używano by najdłużej, a zatem miałyby one najwięcej czasu, żeby się zróżnicować. W duchu tej teorii uznaje się na przykład tereny Rogu Afryki za praojczyznę ludów posługujących się dzisiaj językami afroazjatyckimi. Teoria ta nie uwzględnia jednak możliwości wzajemnego oddziaływania na siebie języków, prowadzącego do ich zlewania się. Języki pozostające wystarczająco długo w swoim sąsiedztwie mogą wykazywać tendencje odwrotne do różnicowania się.
Jeszcze innym sposobem dociekania lokalizacji praojczyzny danej grupy języków jest analiza starych zapożyczeń z języków niespokrewnionych, świadcząca o kontaktach tych grup. Dające się na przykład zrekonstruować prasemickie formy zbieżne z formami zaświadczonymi w języku sumeryjskim, a także i takie, które odpowiadają zrekonstruowanym formom praindoeuropejskim, wskazują, że praojczyzna Semitów znajdowała się w sąsiedztwie ludów posługujących się językiem praindoeuropejskim i sumeryjskim. Metoda ta rzadko daje jednak jednoznaczną odpowiedź na pytanie o lokalizację praojczyzny.